# Clarity Act
O Clarity Act (conhecido como Bill C-20 antes de se tornar lei) é a legislação aprovada pelo Parlamento do Canadá, que estabeleceu as condições sob as quais o Governo do Canadá entraria em negociações que possam levar à secessão após essa votação por uma dos províncias. Ele estipulou que a fim de conduzir as negociações de separação, um referendo sobre a independência de uma dada província teria que ter "claramente" (de acordo com o acórdão da Câmara dos Comuns) enquadrou a sua questão para os eleitores em termos de independência, e que o resultado teria de ser uma "clara maioria" a favor, ao invés de, por exemplo, um 50% uma maioria. O Clarity Bill (C-20) foi entregue para a primeira leitura na Câmara dos Comuns, em 13 de dezembro de 1999. Foi aprovada pela Câmara em 15 de março de 2000, e pelo Senado, na sua versão final, em 29 de junho de 2000.